# Buzeni
Buzeni – wieś w Rumunii, w okręgu Botoszany, w gminie Bălușeni. W 2011 roku liczyła 409 mieszkańców.